# Sonny Bono
Salvatore Phillip Bono, más conocido como Sonny Bono (Detroit, Míchigan, 16 de febrero de 1935-Stateline, Nevada, 5 de enero de 1998), fue un músico, cantautor, productor, actor y político estadounidense. Su segunda esposa fue la cantante y actriz Cher, con quien formó el dúo musical Sonny & Cher durante diez años. En su carrera como político, es mayormente conocido por promover la «Ley Sonny Bono» (Copyright Term Extension Act), por la cual se extendieron todos los plazos de derechos de autor en los EE. UU. por veinte años.

## Biografía

### Carrera artística
Fue hijo de inmigrantes italianos, Jean y Santo, se graduó en la escuela secundaria de Inglewood. Bono comenzó su carrera en la música trabajando para el legendario productor Phil Spector en los comienzos de los años 60 como promotor. Una de sus primeras composiciones fue “Needles and Pins”. Más adelante en la misma década, alcanzó éxito comercial, junto con su entonces esposa la cantante Cher, como parte del dúo Sonny & Cher. Bono escribió, arregló, y produjo varios hits como “I Got You Babe” y “The Beat Goes On” aunque Cher recibió más atención. Sonny y Cher protagonizaron un programa de televisión de variedad llamado el The Sonny & Cher Comedy Hour, fue transmitido por la CBS de 1971 a 1977.
Bono continuó su carrera de actor, haciendo pequeños papeles en películas como Fantasy Island y The Boat Love. También hizo la parte de Joe Seluchi en Airplane II: The Sequel y la parte de Franklin von Tussle en Hairspray, de John Waters. En la película Men in Black Bono es una de las varias celebridades vistas en una pared de pantallas de vídeo que los extraterrestres vigilan.
Desde finales de los 60 Sonny estuvo centrado en la composición y producción de música para su esposa, alcanzando esta el número uno en las listas norteamericanas y británicas en más de una ocasión; destacan entre ellos Bang-Bang (reeditada por Cher en el año 1987 bajo la producción de Bon Jovi). Los esfuerzos de Sonny en la árdua tarea de convertir a Cher en una actriz de éxito sumieron al matrimonio en una bancarrota a causa de sus inversiones en películas de baja categoría (curiosamente Cher en el año 1987 conseguiría un Oscar como mejor actriz principal por la película Hechizo de luna). Fueron rescatados por un productor de la CBS a principios de los 70 para que pusieran en marcha el programa de variedades The Sonny & Cher Comedy Hour, que en el momento de su estreno era un programa de verano, que dejó de serlo a la luz de su enorme éxito para prolongarse durante varias temporadas. Convirtiéndose en líder de audiencia semanal durante mucho tiempo.
A mediados de los 70 el matrimonio de Sonny y Cher hace aguas, y como consecuencia sus proyectos en común naufragan. Siguen sus carreras por separado, y la carrera de Sonny Bono va perdiendo auge, así el programa televisivo de entretenimiento de Sonny en solitario, es aplastado por el de Cher en la competencia; las publicaciones musicales de Sonny, fueron aplastadas también por las ventas de Cher en solitario, hasta el punto de acuñarse una frase en EE. UU. que decía "Eres un Sonny sin Cher".
Sonny desapareció del mundo del espectáculo a excepción de su última aparición junto a Cher en el año 1987 en el conocido programa de entrevistas de David Letterman, donde ambos rememoraron su archiconocida canción I Got You Babe.

### Carrera política
Bono entró en la política después de experimentar una gran frustración con la burocracia del gobierno local en intentar abrir un restaurante en Palm Springs, California. Con el conservador conductor de radio Marshall Gilbert como su compañero de campaña (y más adelante como padrino de sus dos hijos con su esposa, Mary), Bono se encaminó para ser el nuevo alcalde de Palm Springs. Su mayor ambición era hacer de la ciudad un lugar más cómodo para las relaciones financieras y para los negocios, además de la creación del festival internacional de cine de Palm Springs, hoy celebrado cada año a la memoria de Bono.
Centrado en el campo de la política republicana llegó a ser congresista de Estados Unidos por Palm Springs, puesto que ocupaba cuando falleció víctima de un accidente de esquí el 5 de enero de 1998.

## Lecturas recomendadas
- Sonny Bono: And The Beat Goes On. New York: Pocket Books 1991. ISBN 0-671-69366-2
- Joel Whitburn's Top Pop Singles, 12º edición. Menomonee Falls WI: Record Research 2009 ISBN 0-89820-180-2 y 978-0-89820-180-2